# 沼河比売
沼河比売（ヌナカワヒメ／ヌナガワヒメ、歴史的仮名遣：ヌナカハヒメ／ヌナガハヒメ）とは、日本神話に登場する女神。

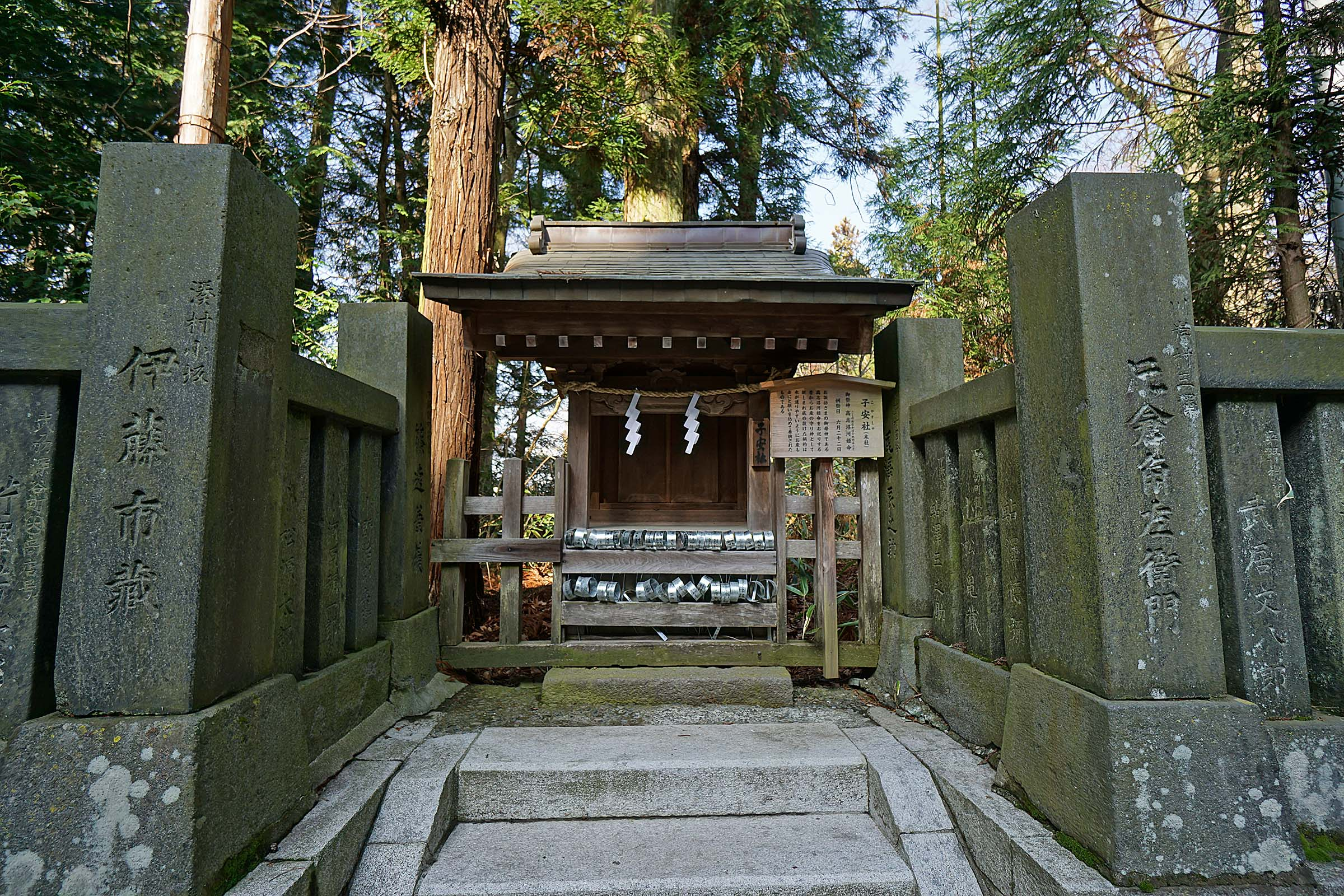
沼河比売を祀る諏訪大社下社春宮子安社

## 解説
『古事記』では沼河比売、『先代旧事本紀』では高志沼河姫（こしのぬなかわひめ）、『出雲国風土記』では奴奈宜波比売命（ぬながわひめ）、その他奴奈川姫とも表記される。
『日本書紀』には登場せず、『古事記』の大国主の神話の段に登場する。八千矛神（大国主）が高志国の沼河に住む沼河比売を妻にしようと思い、高志国に出かけて沼河比売の家の外から求婚の歌を詠んだ。沼河比売はそれに応じる歌を返し、翌日の夜、二神は結婚した。
『古事記』にはこれ以外の記述はないが、新潟県糸魚川市に残る伝承では、大国主と沼河比売との間に生まれた子が建御名方神（たけみなかた）で、姫川をさかのぼって諏訪に入り、諏訪大社の祭神になったという。また諏訪でも建御名方神の母を沼河比売とする。『先代旧事本紀』でも建御名方神は沼河比売（高志沼河姫）の子となっている。
『出雲国風土記』島根郡美保郷の条では高志国の意支都久辰為命（おきつくしい）の子の俾都久辰為命（へつくしい）の子と記され、大穴持命（大国主）との間に御穂須須美命（みほすすみ）を産んだと書かれている。
十日町市犬伏の松苧神社の縁起には、奴奈川姫が松と苧を携えて南方からこの神社まで逃亡してきたことが伝えられている。
また、長野県茅野市に沼河比売を祭る御座石神社があり、姫の乗っていた鹿のものとされる馬蹄石がのこされている。
諏訪大社の下社にも八坂刀売神（やさかとめ）や建御名方神と共に祀られ、子宝・安産の神として信仰されている。
『万葉集』に詠まれた「渟名河（ぬなかは）の　底なる玉 　求めて　得まし玉かも 　拾ひて　得まし玉かも　惜（あたら）しき君が　老ゆらく惜（を）しも」（巻十三　三二四七　作者未詳） の歌において、「渟名河」は現在の姫川で、その名は奴奈川姫に由来し、「底なる玉」はヒスイ（翡翠）を指していると考えられ、沼河比売はこの地のヒスイを支配する祭祀女王であるとみられる。天沼矛の名に見られるように古語の「ぬ」には宝玉の意味があり、「ぬなかわ」とは「玉の川」となる。

## 系譜

### 祖父
- 意支都久辰為命 - 『出雲国風土記』記載。

### 父
- 俾都久辰為命 - 『出雲国風土記』記載。

### 子
- 建御名方神 - 諏訪氏、守矢氏の祖。
- 御穂須須美命 - 『出雲国風土記』記載の子で、系譜・後裔関係は不明。

## 沼河比売に関連する作品
糸魚川市内には等身大の沼河比売像が6か所に建立されている。

糸魚川駅前商店街にて
北陸道・蓮台寺PAにて

- 川崎日香浬　沼河比売をテーマに作品造りをする上越市の日本画家[2]｡
- 高嶋みどり 「ぬえ草の女にしあれば……」（女声合唱曲）
- 奴奈姫 - 糸魚川市のふるさと納税の返礼品にも選ばれた猪又酒造の日本酒（返礼品には糸魚川市の他のメーカーの「賢し女」、「麗し女」という地酒もある）

## 祀る神社
- 奴奈川神社（新潟県糸魚川市田伏南村）
- 天津神社　境内　奴奈川神社（新潟県糸魚川市一の宮）
- 青澤神社（新潟県糸魚川市大字青海）
- 能生白山神社（新潟県糸魚川市大字能生）
- 居多神社（新潟県上越市五智）
- 府中八幡宮（新潟県上越市西本町）
- 阿比多神社（新潟県上越市長浜）祭神論争の一つ
- 淳名川神社（新潟県上越市牧区）
- 五十君神社（新潟県上越市三和区）
- 松苧神社（新潟県十日町市犬伏）
- 気多神社（富山県高岡市伏木一ノ宮）
- 手速比咩神社上社（石川県羽咋郡宝達志水町）
- 手速比咩神社下社（石川県羽咋郡宝達志水町）
- 美保神社　大后社（島根県松江市美保関町）
- 諏訪大社下社秋宮　境内　子安社（長野県諏訪郡下諏訪町）
- 諏訪大社下社春宮　境内　子安社（長野県諏訪郡下諏訪町）
- 諏訪大社上社　境外摂社　御射山神社（長野県諏訪郡富士見町）
- 諏訪大社上社前宮　境内　溝上社（長野県茅野市宮川）
- 諏訪大社上社　境外摂社　御座石神社（長野県茅野市本町）